# Jeffrey Schlupp
Jeffrey Schlupp (* 23. Dezember 1992 in Hamburg) ist ein deutsch-ghanaischer Fußballspieler, der aktuell beim englischen Zweitligisten Norwich City unter Vertrag steht.

## Karriere

### Verein
Schlupp wurde 1992 in Hamburg geboren und wuchs in England auf. Er besuchte dort die Oakgrove School in Milton Keynes.
Er durchlief zahlreiche Juniorenmannschaften von Leicester City und zeigte gute Leistungen in den Jugendligen und im FA Youth Cup. So erreichte er dort Anfang 2011 mit seiner Mannschaft das Viertelfinale und gewann 2011 den Academy Player of the Year Award als bester Spieler der Jugendteams.
In der Saison 2010/11 gehörte Schlupp auch erstmals zum Kader der ersten Mannschaft der Foxes, die in der Football League Championship, der zweiten englischen Liga, antraten. Er kam vorerst aber zu keinem Profi-Einsatz und wurde im März 2011 für zunächst einen Monat an den FC Brentford in die drittklassige Football League One verliehen. Dort debütierte er am 15. März 2011 bei der 0:1-Niederlage gegen Huddersfield Town. Bei seinem dritten Einsatz, dem ersten über die vollen 90 Minuten, erzielte er beim 2:1-Sieg über Carlisle United am 25. März 2011 seine ersten beiden Treffer für Brentford. Aufgrund seiner guten Leistungen wurde seine Leihe bis zum Ende der Spielzeit 2010/11 verlängert. Er erzielte sechs Treffer in neun Ligapartien. Außerdem wurde das Finale der EFL Trophy erreicht, in dem Schlupp und sein Team im Wembley-Stadion 0:1 gegen Carlisle United verloren.
Zur Saison 2011/12 kehrte er zurück zu Leicester City und spielte am 13. August 2011 (2. Spieltag) gegen den FC Reading erstmals in der Football League Championship. Am 1. Oktober 2011 markierte er beim 4:0 über Derby County seinen ersten Zweitligatreffer. In den Spielzeiten 2011/12 und 2012/13 spielte er regelmäßig und kam auf insgesamt 40 Partien, in denen er fünf Treffer erzielte. Im Januar 2013 absolvierte Schlupp ein dreiwöchiges Probetraining bei Manchester United, während dessen er zwei Spiele für die U-21-Mannschaft gegen den FC Liverpool und West Ham United bestritt. 2013 erreichte Leicester City den sechsten Platz und somit die Aufstiegs-Playoffs, bei denen man jedoch FC Watford im Halbfinale unterlag. In der Saison 2015/16 wurde Schlupp mit Leicester englischer Meister.
Im Januar 2017 wechselte Schlupp zu Crystal Palace. Er unterschrieb einen Vertrag über viereinhalb Jahren. In seinem dritten Jahr für die Eagles erzielte Schlupp am ersten Spieltag der Saison 2018/19 sein erstes Pflichtspieltor für Palace.
Am 3. Februar 2025 wurde Schlupp an den schottischen Erstligisten Celtic Glasgow verliehen. Im Anschluss an die Leihe verließ er im Sommer 2025 auch seinen Stammverein Crystal Palace und schloss sich Norwich City an.

### Nationalmannschaft
Schlupp war für die deutsche, die ghanaische und die englische Nationalmannschaft spielberechtigt.
Im März 2011 wurde er von Trainer Ralf Minge zu einem Lehrgang der deutschen U-19-Nationalmannschaft eingeladen, kam aber zu keinem Einsatz in einer der DFB-Juniorennationalmannschaften.
Im November 2011 wurde er vom ghanaischen Nationaltrainer Goran Stevanović in ein Trainingscamp des ghanaischen Nationalteams in Paris eingeladen und kam am 15. November in einem Freundschaftsspiel gegen Gabun in Saint-Leu-la-Forêt per Einwechslung zu seinem Länderspieldebüt.

## Erfolge
- Englischer Meister: 2016
- Schottischer Meister: 2025